# Vòng loại giải vô địch bóng đá châu Âu 2020 (Bảng A)
Bảng A của Vòng loại giải vô địch bóng đá châu Âu 2020 là một trong 10 bảng để quyết định đội nào sẽ vượt qua vòng loại cho vòng chung kết Giải vô địch bóng đá châu Âu 2020. Bảng A bao gồm 5 đội: Bulgaria, Cộng hòa Séc, Anh, Kosovo và Montenegro, nơi các đội tuyển này sẽ thi đấu với nhau mỗi trận khác trên sân nhà và sân khách trong một thể thức trận đấu vòng tròn.
Hai đội tuyển đứng nhất và nhì bảng sẽ vượt qua vòng loại trực tiếp cho trận chung kết. Không giống như các lần trước, các đội tham gia vòng play-off sẽ không được quyết định dựa trên kết quả từ vòng bảng của vòng loại, nhưng thay vào đó dựa trên thành tích của họ trong giải vô địch bóng đá các quốc gia châu Âu 2018-19.

## Bảng xếp hạng
| VT | Đội          | ST | T | H | B | BT | BB | HS  | Đ  | Giành quyền tham dự                                   |  | Anh | Cộng hòa Séc | Kosovo | Bulgaria | Montenegro |
| -- | ------------ | -- | - | - | - | -- | -- | --- | -- | ----------------------------------------------------- |  | --- | ------------ | ------ | -------- | ---------- |
| 1  | Anh          | 8  | 7 | 0 | 1 | 37 | 6  | +31 | 21 | Vượt qua vòng loại cho vòng chung kết                 |  | —   | 5–0          | 5–3    | 4–0      | 7–0        |
| 2  | Cộng hòa Séc | 8  | 5 | 0 | 3 | 13 | 11 | +2  | 15 | Vượt qua vòng loại cho vòng chung kết                 |  | 2–1 | —            | 2–1    | 2–1      | 3–0        |
| 3  | Kosovo       | 8  | 3 | 2 | 3 | 13 | 16 | −3  | 11 | Giành quyền vào vòng play-off dựa theo Nations League |  | 0–4 | 2–1          | —      | 1–1      | 2–0        |
| 4  | Bulgaria     | 8  | 1 | 3 | 4 | 6  | 17 | −11 | 6  | Giành quyền vào vòng play-off dựa theo Nations League |  | 0–6 | 1–0          | 2–3    | —        | 1–1        |
| 5  | Montenegro   | 8  | 0 | 3 | 5 | 3  | 22 | −19 | 3  |                                                       |  | 1–5 | 0–3          | 1–1    | 0–0      | —          |

## Các trận đấu
Lịch thi đấu đã được phát hành bởi UEFA cùng ngày với lễ bốc thăm, đã được tổ chức vào ngày 2 tháng 12 năm 2018 tại Dublin. Thời gian là CET/CEST, như được liệt kê bởi UEFA (giờ địa phương, nếu khác nhau, nằm trong dấu ngoặc đơn).
| Bulgaria              | 1–1      | Montenegro   |
| --------------------- | -------- | ------------ |
| - Nedelev 82' (ph.đ.) | Chi tiết | - Mugoša 50' |

| Anh                                                              | 5–0      | Cộng hòa Séc |
| ---------------------------------------------------------------- | -------- | ------------ |
| - Sterling 24', 62', 68' - Kane 45+2' (ph.đ.) - Kalas 84' (l.n.) | Chi tiết |              |

| Kosovo       | 1–1      | Bulgaria       |
| ------------ | -------- | -------------- |
| - Zeneli 61' | Chi tiết | - Bozhikov 39' |

| Montenegro    | 1–5      | Anh                                                      |
| ------------- | -------- | -------------------------------------------------------- |
| - Vešović 17' | Chi tiết | - Keane 30' - Barkley 39', 59' - Kane 71' - Sterling 81' |

| Cộng hòa Séc      | 2–1      | Bulgaria |
| ----------------- | -------- | -------- |
| - Schick 19', 50' | Chi tiết | - Isa 3' |

| Montenegro   | 1–1      | Kosovo        |
| ------------ | -------- | ------------- |
| - Mugoša 69' | Chi tiết | - Rashica 24' |

| Bulgaria                      | 2–3      | Kosovo                                     |
| ----------------------------- | -------- | ------------------------------------------ |
| - I. Popov 43' - Dimitrov 55' | Chi tiết | - Rashica 14' - Muriqi 64' - Rashani 90+3' |

| Cộng hòa Séc                                             | 3–0      | Montenegro |
| -------------------------------------------------------- | -------- | ---------- |
| - Jankto 18' - Kopitović 49' (l.n.) - Schick 82' (ph.đ.) | Chi tiết |            |

| Kosovo                     | 2–1      | Cộng hòa Séc |
| -------------------------- | -------- | ------------ |
| - Muriqi 20' - Vojvoda 67' | Chi tiết | - Schick 16' |

| Anh                                                 | 4–0      | Bulgaria |
| --------------------------------------------------- | -------- | -------- |
| - Kane 24', 50' (ph.đ.), 73' (ph.đ.) - Sterling 55' | Chi tiết |          |

| Anh                                                               | 5–3      | Kosovo                                    |
| ----------------------------------------------------------------- | -------- | ----------------------------------------- |
| - Sterling 8' - Kane 19' - Vojvoda 38' (l.n.) - Sancho 44', 45+1' | Chi tiết | - V. Berisha 1', 49' - Muriqi 55' (ph.đ.) |

| Montenegro | 0–3      | Cộng hòa Séc                                       |
| ---------- | -------- | -------------------------------------------------- |
|            | Chi tiết | - Souček 54' - Masopust 58' - Darida 90+4' (ph.đ.) |

| Cộng hòa Séc               | 2–1      | Anh               |
| -------------------------- | -------- | ----------------- |
| - Brabec 9' - Ondrášek 85' | Chi tiết | - Kane 5' (ph.đ.) |

| Montenegro | 0–0      | Bulgaria |
| ---------- | -------- | -------- |
|            | Chi tiết |          |

| Bulgaria | 0–6      | Anh                                                               |
| -------- | -------- | ----------------------------------------------------------------- |
|          | Chi tiết | - Rashford 7' - Barkley 20', 32' - Sterling 45+3', 69' - Kane 85' |

| Kosovo                      | 2–0      | Montenegro |
| --------------------------- | -------- | ---------- |
| - Rrahmani 10' - Muriqi 35' | Chi tiết |            |

| Cộng hòa Séc              | 2–1      | Kosovo      |
| ------------------------- | -------- | ----------- |
| - Král 71' - Čelůstka 79' | Chi tiết | - Nuhiu 50' |

| Anh                                                                                              | 7–0      | Montenegro |
| ------------------------------------------------------------------------------------------------ | -------- | ---------- |
| - Oxlade-Chamberlain 11' - Kane 18', 24', 37' - Rashford 30' - Šofranac 66' (l.n.) - Abraham 84' | Chi tiết |            |

| Bulgaria       | 1–0      | Cộng hòa Séc |
| -------------- | -------- | ------------ |
| - Bozhikov 56' | Chi tiết |              |

| Kosovo | 0–4      | Anh                                                 |
| ------ | -------- | --------------------------------------------------- |
|        | Chi tiết | - Winks 32' - Kane 79' - Rashford 83' - Mount 90+1' |

## Cầu thủ ghi bàn
Đã có 72 bàn thắng ghi được trong 20 trận đấu, trung bình 3.6 bàn thắng mỗi trận đấu.
12 bàn
- Harry Kane

8 bàn
- Raheem Sterling

4 bàn
- Ross Barkley
- Patrik Schick
- Vedat Muriqi

3 bàn
- Marcus Rashford

2 bàn
- Jadon Sancho
- Vasil Bozhikov
- Valon Berisha
- Milot Rashica
- Stefan Mugoša

1 bàn
- Tammy Abraham
- Michael Keane
- Mason Mount
- Alex Oxlade-Chamberlain
- Harry Winks
- Kristian Dimitrov
- Ismail Isa
- Todor Nedelev
- Ivelin Popov
- Jakub Brabec
- Ondřej Čelůstka
- Vladimír Darida
- Jakub Jankto
- Alex Král
- Lukáš Masopust
- Zdeněk Ondrášek
- Tomáš Souček
- Atdhe Nuhiu
- Elba Rashani
- Amir Rrahmani
- Mërgim Vojvoda
- Arbër Zeneli
- Marko Vešović

1 bàn phản lưới nhà
- Tomáš Kalas (trong trận gặp Anh)
- Mërgim Vojvoda (trong trận gặp Anh)
- Boris Kopitović (trong trận gặp Cộng hòa Séc)
- Aleksandar Šofranac (trong trận gặp Anh)

## Kỷ luật
Một cầu thủ sẽ bị đình chỉ tự động trong trận đấu tiếp theo cho các hành vi phạm lỗi sau đây:
- Nhận thẻ đỏ (treo thẻ đỏ có thể được gia hạn đối với các hành vi phạm lỗi nghiêm trọng)
- Nhận ba thẻ vàng trong ba trận đấu khác nhau, cũng như sau thẻ thứ năm và bất kỳ thẻ vàng tiếp theo nào (việc treo thẻ vàng được chuyển tiếp đến vòng play-off, nhưng không phải là trận chung kết hoặc bất kỳ trận đấu quốc tế nào khác trong tương lai)

Các đình chỉ sau đây đã (hoặc sẽ) được phục vụ trong các trận đấu vòng loại:
| Đội tuyển | Cầu thủ          | Thẻ phạt | Bị đình chỉ cho các trận đấu        |
| --------- | ---------------- | --- | ----------------------------------- |
| Anh       | Jordan Henderson | v Montenegro (25 tháng 3 năm 2019) · v Cộng hòa Séc (11 tháng 10 năm 2019) · v Bulgaria (14 tháng 10 năm 2019) | v Montenegro (14 tháng 11 năm 2019) |
| Anh       | Danny Rose       | v Montenegro (25 tháng 3 năm 2019) · v Bulgaria (7 tháng 9 năm 2019) · v Cộng hòa Séc (11 tháng 10 năm 2019)   | v Bulgaria (14 tháng 10 năm 2019)   |
| Kosovo    | Besar Halimi     | v Bulgaria (25 tháng 3 năm 2019) · v Bulgaria (10 tháng 6 năm 2019) · v Anh (10 tháng 9 năm 2019)              | v Montenegro (14 tháng 10 năm 2019) |